# Maesa macrophylla
Maesa macrophylla är en viveväxtart som beskrevs av Nathaniel Wallich och William Roxburgh. Maesa macrophylla ingår i släktet Maesa och familjen viveväxter. Inga underarter finns listade i Catalogue of Life.